# Franklin H. Elmore
Franklin H. Elmore (Laurens megye, 1799. október 15. – Washington, 1850. május 29.) az Amerikai Egyesült Államok szenátora (Dél-Karolina, 1850).